# Miraflores (Arecibo)
Miraflores es un barrio situado en el municipio de Arecibo, Puerto Rico. Según el censo de 2020, tiene una población de 5318 habitantes.

## Geografía
La localidad está ubicada en las coordenadas 18°25′1″N 66°38′50″O / 18.41694, -66.64722. Según la Oficina del Censo, tiene una superficie de 15.8 km², correspondientes en su totalidad a tierra firme.

## Demografía
Según el censo de 2020, hay 5318 personas residiendo en la localidad. La densidad de población es de 336.6 hab./km². El 23.07% de los habitantes son blancos, el 5.11% son afroamericanos, el 0.23% son amerindios, el 0.04% son asiáticos, el 20.36% son de otras razas y el 51.18% son de una mezcla de razas. Del total de la población, el 99.66% son hispanos o latinos de cualquier raza.